# Teodor Andrzej Potocki

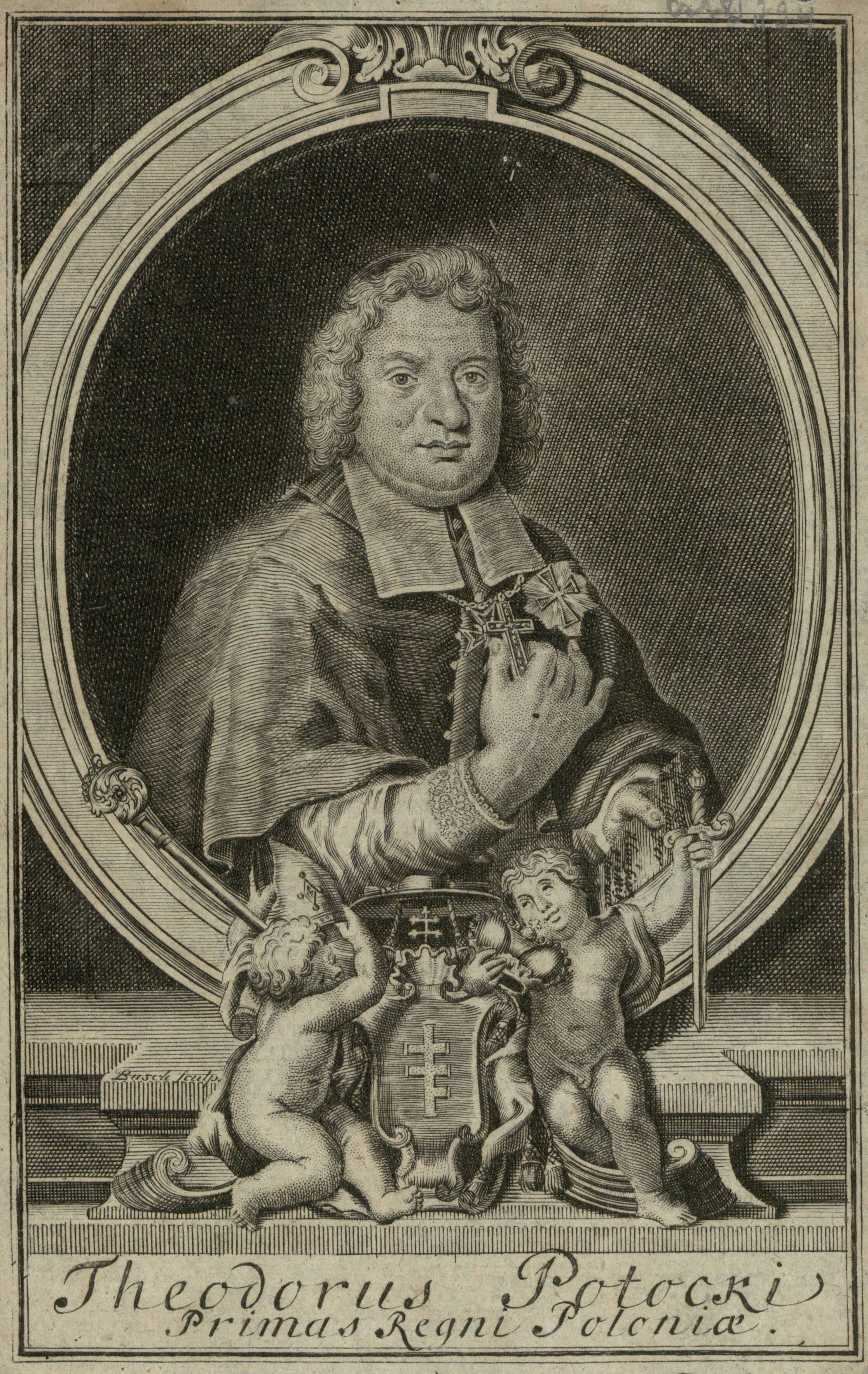
Teodor Andrzej Potocki jako prymas

Teodor Andrzej Potocki herbu Pilawa (ur. 13 lutego 1664, zm. 12/13 listopada 1738 roku) – biskup chełmiński (1699–1712), biskup warmiński (1712–1723), arcybiskup gnieźnieński i prymas Polski (od 1723), administrator apostolski diecezji pomezańskiej i sambijskiej, kanonik krakowski, przemyski i warszawski, sekretarz królewski.

## Życiorys
Urodził się w Moskwie, gdzie jego ojciec Paweł Potocki, kasztelan kamieniecki, był jeńcem wojennym i ożenił się z Eleonorą (Jeleną Pietrowną) Sałtykow, ciotką przyszłej żony cara Iwana V Praskowii. Ochrzcił go patriarcha Nikon, a ojcem chrzestnym był car Aleksy. Edukację swoją rozpoczął u jezuitów w Warszawie, później kształcił się w Rzymie, a po powrocie do kraju w 1683 w Krakowie przyjął niższe święcenia kapłańskie. W 1687 został sekretarzem króla Jana III Sobieskiego, a 1688 został wyświęcony na księdza. W 1691 został kanclerzem Jadwigi, żony królewicza Jakuba Sobieskiego. Po obraniu na tron polski, król August II w 1697 desygnował go na biskupa chełmińskiego. Został konsekrowany w 1699. W tych latach był wiernym stronnikiem tego monarchy.
Jako biskup chełmiński był aktywnym administratorem biskupstwa, przeprowadził w 1700 i 1706 r. wizytacje generalne, wydał nową ordynację dla kapituły chełmińskiej. Idąc za racjami wskazywanymi przez jezuitów sprzeciwił się planom osadzenia w Lubawie zakonu pijarów.
W styczniu 1702 roku podpisał akt pacyfikacji Wielkiego Księstwa Litewskiego. Był członkiem konfederacji sandomierskiej 1704 roku. Na początku XVIII wieku nabył Maciejowice.
Po zrzeczeniu się korony przez Augusta II, Stanisław Leszczyński, chcąc przeciągnąć go na swoją stronę, w 1707 nominował go biskupem krakowskim, ale ani godność ta nie została zatwierdzona przez papieża, ani sam Potocki jej nie przyjął. Był uczestnikiem Walnej Rady Warszawskiej 1710 roku. Za przychylność Augustowi II desygnowany został na diecezję warmińską, gdzie odbył uroczysty ingres we wrześniu 1712. Jako biskup warmiński odnowił zamki biskupie w Lidzbarku Warmińskim i Reszlu oraz rozbudował zamek w Ornecie. Fundował nowe obiekty, m.in. w Braniewie (dom konwertytów) i Krośnie. Rozbudował sanktuarium w Stoczku Klasztornym oraz był mecenasem Macieja Meyera i finansował malowanie kościoła w Świętej Lipce, a także ufundował tam główny ołtarz.
W listopadzie 1723 został arcybiskupem gnieźnieńskim i prymasem Polski. Wraz z Józefem Potockim był jednym z przywódców magnackiej opozycji (republikanci) przeciwko Augustowi II i reformatorskim pomysłom Familii. Był członkiem konfederacji generalnej zawiązanej 27 kwietnia 1733 roku na sejmie konwokacyjnym. W 1733 roku podpisał elekcję Stanisława Leszczyńskiego. W 1734 wzięty przez Rosjan do niewoli w Gdańsku, nie chcąc uznać narzuconego przez obcą przemoc Augusta III był więziony przez siedem miesięcy w Elblągu i Toruniu. Został zwolniony dopiero w 1735, gdy zwierzchność tę uznał. Był aktywny na sejmach 1735, 1736 i 1738. W 1736 roku został wyznaczony senatorem rezydentem.
Duszpasterzem był gorliwym, skłonnym jednak do fanatyzmu i bezwzględności. Zmarł w Warszawie, pochowany został w katedrze gnieźnieńskiej w kaplicy Potockiego którą kazał wybudować sobie już za życia.
W 1732 odznaczony Orderem Orła Białego.